# 1932
1932 (MCMXXXII) fon un any bixest començat en divendres.

## Esdeveniments
Països Catalans
- 21 de gener, conques del Llobregat i del Cardener: s'hi declara la vaga general revolucionària.[1]
- Carnaval: L'orquestrina Dazzling Jazz fa la seva primera actuació
- 26 de març, Barcelona: S'estrena L'alegria de Cervera, peça teatral en tres actes i en vers, de Josep Maria de Sagarra, al teatre Romea.[2]
- Abril: deixa de publicar-se la revista Catalunya Gràfica
- 14 de juliol, Barcelona: S'hi publica el primer número del setmanari L'Intransigent.[3]
- 9 de setembre, Madrid, Espanya: El parlament espanyol aprova l'Estatut de Núria. Francesc Macià esdevé president de la Generalitat de Catalunya.[4]
- 11 de setembre: S'apleguen més de dues-centes mil persones per commemorar la Diada Nacional de Catalunya davant del monument a Rafael Casanova.[5]
- 2 d'octubre: Se celebra, amb motiu de les festes de la Mercè, el primer campionat de patí de vela català.[6]
- 20 de novembre, Barcelona: S'hi publica el Diccionari general de la llengua catalana, sota la direcció de Pompeu Fabra.
- 6 de desembre, Barcelona: S'hi constitueix el Parlament de Catalunya i Lluís Companys n'és elegit president.
- 21 de desembre: Normes de Castelló, codi gramàtic i ortogràfic valencià, que assumia la concepció fabriana de la llengua.[7]
- 25 de desembre, Barcelona: Incendi dels grans magatzems El Siglo.[8]
- Fundació de la revista Art. Revista de les arts

Resta del món
- 3 de febrer, República de la Xina: Kenzo Sugishita participa en una massacre indiscriminada a un poble a 8 km del sud del Temple Tianle (Xangai) que suposà 30 xinesos morts.[9]
- 7 de febrer: Es publica a la revista Nature el descobriment del neutró, fet per James Chadwick
- 1 de març: Creació de Manxukuo (en xinès tradicional: 滿洲國; en xinès simplificat: 满洲国; en pinyin: Mǎnzhōuguó; en japonès:滿洲国; en romaji: Manshūkoku; en català Manxúria) fou un estat titella de l'Imperi Japonès tot i que formalment independent, que existí entre els anys 1932 i 1945. S'estenia entorn de les regions actuals de la Xina del Nord-est i la Mongòlia Interior.[10]

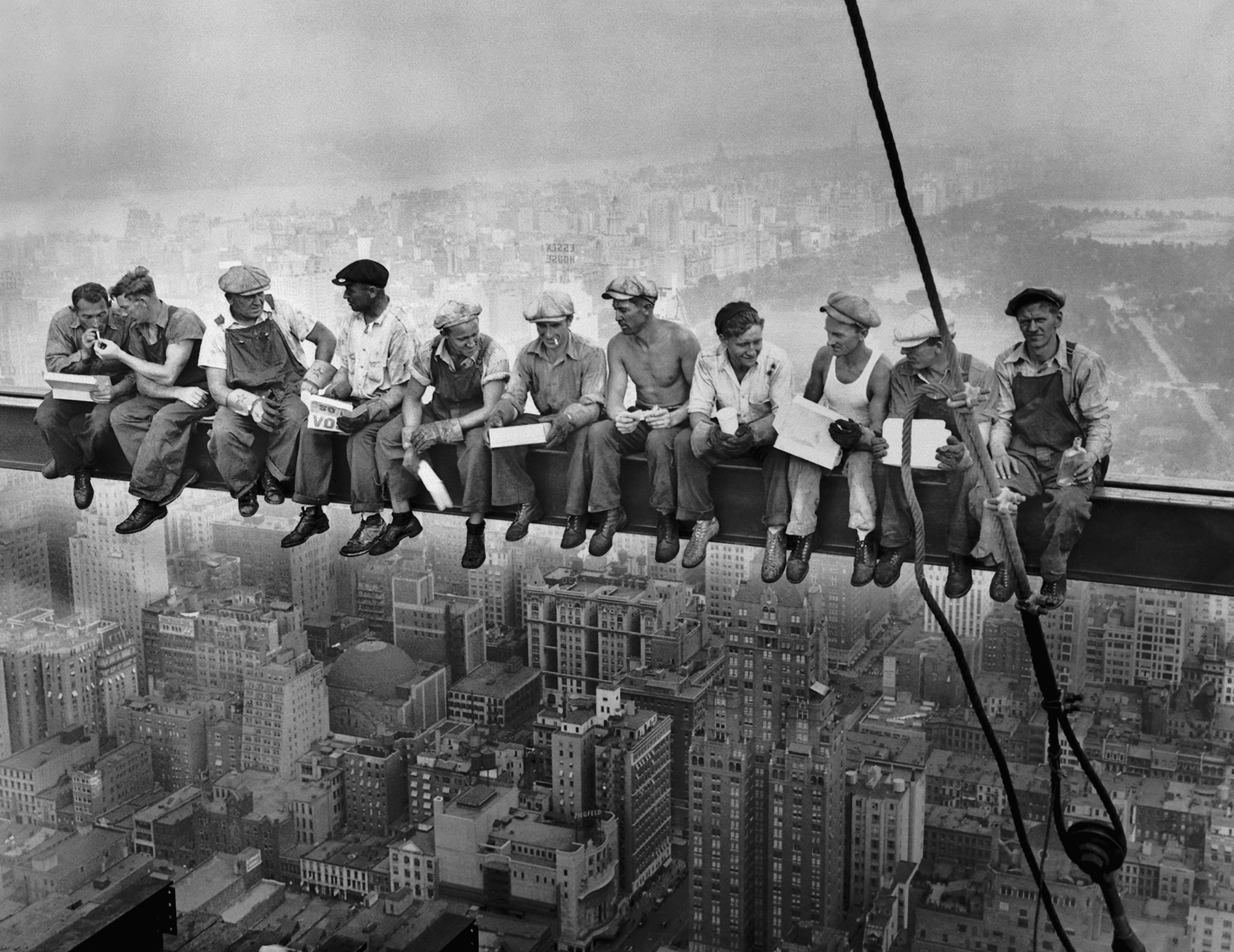
Lunch atop a Skyscraper, realitzada el 20 de setembre del 1932 al RCA de Nova York.

- Lunch atop a Skyscraper, realitzada el 20 de setembre del 1932 al RCA de Nova York.20 de setembre - Nova York (Estats Units)ː Charles C. Ebbets realitza la fotografia DInar dalt d'un gratacels, que esdevindrà una de les imatges icòniques del segle xx.[11]
- 3 d'octubre - Iraq: es declara la independència de Regne Unit i s'adhereix a la Societat de Nacions.[12]
- L'artista letó Kārlis Padegs pinta la Madonna amb la metralladora

### Premis Nobel
| Camp                  | Guardonats                                         |
| --------------------- | -------------------------------------------------- |
| Física                | - Werner Heisenberg                                |
| Química               | - Irving Langmuir                                  |
| Medicina o Fisiologia | - Charles Scott Sherrington - Edgar Douglas Adrian |
| Literatura            | - John Galsworthy                                  |
| Pau                   | No atorgat                                         |

## Naixements
Països Catalans
- 2 de febrer - Sant Fruitós de Bages: Lluís Espinal i Camps, màrtir jesuïta, periodista i cinèfil català.
- 3 de març - Reus: Gabriel Ferraté Pascual, enginyer industrial i perit agrícola català (m. 2024).[13]
- 11 de març - Tàrrega: Josefina Vidal Morera, filòloga, escriptora i poeta targarina.[14]
- 20 de març - Barcelona: Montserrat Trueta i Llacuna, activista social catalana (m. 2018).[15]
- 27 de març - Sa Casa Blanca, Palma: Guillem Rosselló, filòleg en semítiques i historiador mallorquí, expert en la Mallorca musulmana (m. 2024).
- 11 d'abril - Barcelona: Rosa Guiñón i Soro, actriu catalana de doblatge i videojocs (m. 2022).[16]
- 26 d'abril - Sabadell: Francesc Garriga i Barata, poeta català.[17]
- 22 de maig - Alcoi: Lucila Mataix, coneguda també pel pseudònim de Celia Bravo, escriptora valenciana de novel·la rosa (m. 2001).[18]
- 19 de juny - València: Josep Sanchis Grau, dibuixant de còmics valencià.
- 24 de juny, València: Queta Claver, actriu i vedette valenciana (m. 2003).[19]
- 6 d'agost - Barcelona: Lluís Maria Xirinacs i Damians, sacerdot i polític català (m. 2007).
- 9 d'agost - Saragossa: Alfons Comín, enginyer industrial, polític i publicista català (m. 1980).
- 10 d'agost - Barcelona: Georgina Regàs i Pagès, cuinera i escriptora.[20]
- 22 d'agost - Campos, Mallorca: Joan Veny i Clar, lingüista i dialectòleg mallorquí.
- 4 de setembre - Castelló de la Plana: Joan García Ripollés, conegut com a Ripollés, escultor valencià.
- 12 de setembre - Barcelona: Carles Soler i Perdigó, eclesiàstic català, bisbe de Girona (m. 2023).
- 23 de setembre - Barcelona: Maruxa Vilalta, dramaturga i directora de teatre mexicana d'origen català (m. 2014).[21]
- 18 d'octubre - Sant Joan de les Abadesses: Ramon Cotrina, poeta, traductor, sociòleg i catalanista.
- 21 de novembre, 
  - Camarasa: Maria Rúbies i Garrofé, catedràtica de matemàtiques i política, primera senadora catalana (m. 1993).[22]
  - València: Presentación Sáez de Descatllar, mestra valenciana i referent del feminisme al País Valencià (m. 2003).[23]
- 29 de novembre - Barcelona: Fernando Guillén, actor català (m. 2013).
- 2 de desembre - Sabadell: Albert Taulé i Viñas, sacerdot i músic català (m. 2007).
- 8 de desembre - València: Francisco Tomàs i Valiente, jurista, historiador i escriptor valencià (m. 1996).
- Sabadell: Joaquim Montserrat i Camps, pintor i dissenyador tèxtil.[24]
- Rubí: Albert Sans i Arís, coreògraf i mestre de dansa.[25]

Resta del món
- 4 de gener - Osca: Carlos Saura, director de cinema espanyol (m. 2023).
- 5 de gener - Alessandria, Piemont: Umberto Eco, semiòleg, filòsof i escriptor italià (m. 2016).
- 16 de gener, San Francisco, Estats Units: Dian Fossey, zoòloga nord-americana (m. 1985).[26]
- 31 de gener, Brno, República Txeca: Ludmila Javorová, primera dona catòlica ordenada sacerdot.[27]
- 8 de febrer, Nova York, EUA: John Williams, compositor estatunidenc.
- 24 de febrer, El Caire, Egipte: Alan Deyermond, hispanista britànic (m. 2009).
- 26 de febrer, Kingsland (Arkansas): Johnny Cash, cantant i compositor estatunidenc de música country (m. 2003).
- 27 de febrer, Londres, (Regne Unit) Elizabeth Taylor, actriu estatunidenca guanyadora de 2 Oscars a la millor actriu.[28]
- 4 de març, Johannesburg: Miriam Makeba, cantant sud-africana i activista dels drets civils (m. 2008).[29]
- 11 de març, Hatting, Dinamarca: Bodil Kjær, arquitecta, dissenyadora de mobles danesa, figura rellevant del disseny del segle xx.[30]
- 21 de març, Boston, Massachusetts (EUA): Walter Gilbert, físic i bioquímic nord-americà, Premi Nobel de Química de l'any 1980.[31]
- 31 de març, Kyoto (Japó): Nagisa Oshima, director de cinema i guionista japonès (m. 2013)[32]
- 1 d'abril, El Paso, Texas: Debbie Reynolds, actriu, cantant, ballarina i empresària (m. 2016).[33]
- 9 d'abril: Jitts, el ximpanzé “Cheeta” que apareix a les pel·lícules de Tarzan.
- 10 d'abril, Alexandria (Egipte): Omar Sharif, actor egipci (m. 2015).[34]
- 19 d'abril, 
  - Medellín, Colòmbia: Fernando Botero, pintor i escultor colombià.[35]
  - Rutland, Vermont, Estats Units: Andrea Mead-Lawrence, de soltera Andrea Mead, esquiadora estatunidenca (m. 2009).[36]
- 26 d'abril, Blackpool, Regne Unit: Michael Smith, químic i bioquímic canadenc d'oigen britànic, Premi Nobel de Química de l'any 1993.(m. 2000)[37]
- 28 d'abril, Artemisa, Cuba: Ramiro Valdés, comandant de la Revolució Cubana.[38]
- 7 de maig, París, França: Paul Doumer, matemàtic, advocat, 14è President de la República Francesa, 13è de la III República (n. 1857)[39]
- 19 de maig, París, França: Elena Poniatowska, escriptora, activista i periodista mexicana, Premi Cervantes 2013.[40]
- 29 de maig, Madrid: Elena Santonja, presentadora espanyola de televisió, pintora i actriu ocasional (m. 2016).[41]
- 30 de maig, Houston, Texas: Pauline Oliveros, compositora americana, acordionista i pionera de la música electrònica (m. 2016).[42]
- 12 de juny, Durban, Sud-àfrica: Mimi Coertse, soprano sud-africana.[43]
- 18 de juny, San José, Califòrnia (EUA): Dudley Herschbach, matemàtic i químic nord-america, Premi Nobel de Química de l'any 1986.[44]
- 19 de juny, Càller, Sardenyaː Marisa Pavan, actriu italiana.[45]
- 27 de juny, 
  - Esmirna: Magali Noël, actriu i cantant francesa nascuda a Turquia (m. 2015).[46]
  - Wayne, Pennsilvània: Anna Moffo, soprano estatunidenca (m. 2006).[47]
- 5 de juliol, Budapest, Hongria: Gyula Horn (en hongarès: Horn Gyula), polítichongarès i Primer ministre d'Hongria entre els anys 1994 i 1998 (m. 2013).[48]
- 20 de juliol, Seül (Corea del Sud): Nam June Paik, videoartista sud-coreà (m. 2006).[49]
- 17 d'agost
  - Chaguanas (Trinitat i Tobago). V. S. Naipaul, escriptor britànic originari de Trinitat i Tobago, Premi Nobel de Literatura de l'any 2001 (m.2018).[50]
  - Peçac: Sempé, dibuixant de còmic francès (m. 2022).
- 18 d'agost, Chabris (França): Luc Montagnier, metge francès, Premi Nobel de Medicina o Fisiologia de l'any 2008.
- 24 d'agost, Azkoitia (País Basc)ː Xabier Arzalluz Antia, advocat i polític basc. Va ser president del Partit Nacionalista Basc entre 1980 i 2004 (m. 2019).[51]
- 9 de setembre, Quicena, província d'Osca: Javier Tomeo, escriptor aragonès.[52]
- 20 de setembre, Zaldibia, Guipúscoa: Salvador Garmendia Echeberria, escriptor basc.
- 27 de setembre, 
  - Superior, Wisconsin (EUA): Oliver E. Williamson, economista estatunidenc, Premi Nobel d'Economia de l'any 2009 (m. 2020).[53]
  - Nova York: Marcia Neugebauer, prominent geofísica que ha fet contribucions en l'àmbit de la física espacial.[54]
- 28 de setembre - Chillán Viejo, Xile: Víctor Jara, director teatral, poeta, cantant i compositor xilè. (m. 1973).
- 7 d'octubre - Tanta, Egipte: Neima Akef, actriu de l'època daurada del cinema i ballarina de dansa del ventre (m. 1966).
- 14 d'octubre, Leverkusen, Alemanya: Wolf Vostell, artista alemany creador de les primeres obres de videoart i instal·lacions amb televisions (m. 1998).[55]
- 20 d'octubre, Madrid: Julia Gutiérrez Caba, actriu espanyola.[56]
- 24 d'octubre:
  - París (França): Pierre-Gilles de Gennes, físic francès, Premi Nobel de Física de l'any 1991 (m. 2007).
  - Kingston, Ontario (Canadà): Robert Mundell, economista canadenc, Premi Nobel d'Economia de l'any 1999.
- 27 d'octubre, Boston, EUA: Sylvia Plath, escriptora estatunidenca (m. 1963).[57]
- 1 de novembre, Bilbao, País Basc: Joaquin Achúcarro, pianista basc.
- 6 de novembre, Etterbeek (Bèlgica): François Englert, científic belga, Premi Nobel de Física de l'any 2013.
- 8 de novembre - Versalles, França: Stéphane Audran, actriu francesa.[58]
- 15 de novembre - Epsom (Surrey): Petula Clark, cantant, compositora i actriu britànica.[59]
- 21 de novembre - Liverpool: Beryl Bainbridge, novel·lista i actriu de teatre anglesa (m. 2010).[60]
- 29 de novembre, París: Jacques Chirac, polític, Primer Ministre Francès (1974-1976) i (1986-1988), President de la República Francesa, 1995-2007).
- 30 de novembre, Marsella, França: Gérard Lauzier, autor de còmics i guionista i realitzador de teatre i cinema francès (m. 2008).
- 5 de desembre - Nova York (EUA): Sheldon Lee Glashow, físic estatunidenc, Premi Nobel de Física de l'any 1979.
- 7 de desembre -Detroit, Estats Units: Ellen Burstyn, actriu estatunidenca,[61]
- Orleans: Jaume Alberdi i Cornet, actor i dramàturg.

## Necrològiques
Països Catalans
- 8 de gener - Palma: Antoni Maria Alcover, lingüista i eclesiàstic mallorquí (m. 1862).
- 29 de febrer - Barcelona: Ramon Casas, pintor, dibuixant i cartellista representatiu del modernisme català (n. 1866).[62]
- 23 d'abril - Barcelona: Montserrat Planella i Poletti, pintora catalana (n. 1878).[63]
- 20 de novembre - Sabadell: Marian Burguès i Serra, ceramista i lliurepensador català.
- 2 de desembre - Madrid (Espanya): Amadeu Vives i Roig, compositor i escriptor català (n. 1871).
- 10 de desembre - Vic (Osona): Martí Genís i Aguilar, escriptor català (n. 1847).[64]

Resta del món
- 2 de febrer - Thieuloy-Saint-Antoine (França): Ferdinand Buisson, pedagog i polític francès, Premi Nobel de la Pau de 1927 (n. 1841).
- 8 de febrer, Niça: Eugenia Osterberger, compositora i pianista espanyola del Romanticisme (n. 1852).[65]
- 22 de febrer, Berlín: Johanna Gadski, cantant prussiana.[66]

- 23 de febrer, Buenos Aires: Julieta Lanteri, metgessa, política i feminista italoargentina (n. 1873).[67]
- 7 de març - París: Aristide Briand, polític francès (n. 1862).[10]
- 21 de març - Montana (Suïssa): Mireille Havet, escriptora francesa (n. 1898).[68]
- 3 d'abril - Leipzig, Alemanya: Wilhelm Ostwald, químic alemany, Premi Nobel de Química de 1909 (n. 1853).[69]
- 5 d'abril - París, María Blanchard, pintora cubista espanyola que va desenvolupar la seva activitat artística a París (n. 1881).[70]
- 29 d'abril - Roma, Estats Pontificis: Santa Caterina de Siena, religiosa italiana.[71]
- 28 de maig - París: Jacqueline Marval, pintora francesa, litògrafa i escultora (n. 1866).[72]
- 2 de juliol - Twickenham, Regne Unit: Manuel II de Portugal rei de Portugal, 1908-1910) (n. 1889).
- 6 de juliol -Pangbourne, Berkshire (Anglaterra): Kenneth Grahame, escriptor britànic (n.1859).[73]
- 22 de juliol - Roma (Itàlia): Errico Malatesta, teòric i activista anarquista italià (n. 1853).
- 23 de juliol - Bedford, Ohio, Estats Units: Alina Bucciantini, soprano italiana (n. 1890).[74]
- 28 de juliol - Las Rozas: Margarita Gil Roësset, escultora, il·lustradora i poeta espanyola (n. 1908).[75]
- 6 d'agost - Bystřice Hostynem: Eduard Tregler, organista, compositor i mestre txec.
- 16 de setembre - Londres, Regne Unit: Ronald Ross, metge britànic, Premi Nobel de Medicina o Fisiologia 1902 (n.1857).
- 23 de setembre - Chittagong, Bangladesh: Pritilata Waddedar, revolucionària i activista per la independència d'Índia (n. 1911).[76]
- 8 d'octubre - Cracòvia, Kazimiera Bujwidowa, feminista polonesa, defensora del dret de les noies a estudiar (n. 1867).[77]
- 9 d'octubre: Madrid: Carmen de Burgos, escriptora, periodista i feminista espanyola (n. 1867).[78]
- 26 d'octubre - Nova York (EUA): Margaret Brown, activista estatunidenca pels drets humans,nascuda com Margaret Tobin, coneguda com a Maggie Brown o Molly Brown (n. 1867).[79]
- 16 de novembre - Laren, Països Baixos: Carry van Bruggen, escriptora (n. 1881).[80]
- San Francisco: Eusebi Molera i Bros, enginyer, arquitecte i urbanista (n. 1847).

- 22 de febrer, Berlín: Johanna Gadski, cantant prussiana